# Sh2-216
Sh2-216 ist der nächstgelegenste und einer der größten bekannten planetarischer Nebel, er befindet sich 416 Lichtjahre entfernt im Sternbild Perseus. Der rund 100 Bogenminuten groß erscheinende Nebel wurde im Jahr 1955 von Hugh M. Johnson entdeckt und als YM 22 katalogisiert, kurz darauf von Stewart Sharpless erneut untersucht und katalogisiert, was die Bezeichnung Sharpless 216 prägte, kurz S 216 oder Sh2-216. Beiden gelang dies im Rahmen von Himmelsdurchmusterungen mit Filter für die Hα-Linie durch die Verwendung von Schmidt-Kameras, Sharpless nutze die seinerzeit weltgrößte.
Dass es sich um einen planetarischen Nebel handeln könnte, nahegelegen, mit einer enormen Ausdehnung und hohem Alter, wurde Anfang der 1980er Jahre nach weiteren Durchmusterungen und Fotografien vermutet, die Emissionen der SII-Linie und der OIII-Linien zeigten. Diese Vermutung erhärtete sich im Jahr 1984, als man eine nur noch geringe Ausdehnungsgeschwindigkeit des Nebels von weniger als 4 km/s spektroskopisch feststellte, was auf eine weitgehend erfolgte Abbremsung der Nebelexpansion an der interstellaren Materie hindeutete, sowie zwei Kandidaten für den den Nebel ionisierenden „Zentralstern“ fand, die den halben Weg zum Rand verschoben waren – sie befinden sich an einer Position, die die unsymmetrische Helligkeit erklärt und die sich aus der Eigenbewegung der Sterne und dem Alter des Nebels ergibt. Der wahrscheinlichere der beiden Sterne wurde dann im Jahr 1992 bestätigt und damit die Klassifizierung als planetarischer Nebel gesichert. Errechnet wurde dabei das Alter mit 300.000-400.000 Jahren und Entfernungen von 80 und 110 Parsec. Genauere trigonometrische Parallaxenmessungen am Zentralstern ergaben im Jahr 2007 einen Wert von 129 Parsec und im Jahr 2022 mithilfe des darauf spezialisierten Weltraumteleskops Gaia 128 Parsec mit nochmals verbesserter Präzision. Darauf aufbauend wurde dann ein Nebeldurchmesser von 3,7 Parsec, ein kinematisches Alter von rund 300.000 Jahren und ein evolutionary age von 96.000 Jahren ermittelt.
Der Zentralstern ist ein weißer Zwerg der Spektralklasse DAO und der 0,55-fache Masse der Sonne. Seine Temperatur wurde verschiedentlich untersucht, wobei sich Werte zwischen 83.300 und 100.000 Kelvin ergeben haben. Im Jahr 2007 wies eine Analyse des Ultraviolettspektrums mit dem Weltraumteleskop Far Ultraviolet Spectroscopic Explorer und dem Hubble-Weltraumteleskop dann auf eine Temperatur von 95.000 Kelvin hin.

## Beobachtbarkeit
Mit amateurastronomischen Mitteln ist eine visuelle Beobachtung aufgrund der geringen Flächenhelligkeit schwierig, jedoch gelingen Aufnahmen mithilfe von Linienfiltern, weitwinkeligen Teleskopen und langen Belichtungszeiten: Sie können die räumliche Verteilung der verschiedenen Gasemissionen deutlich zeigen.